# Винаров, Исидор Владимирович
Исидор Владимирович Винаров (1 ноября 1911, Елисаветград, Херсонская губерния — 9 февраля 2000, Одесса) — советский учёный-технолог. Специалист в области химии и химической технологии редких элементов. Доктор технических наук.

## Биография
В 1939 году после окончия Одесского индустриального института был направлен на работу в Соликамск на магниевый завод, который входил в состав Березниковского титаномагниевого комбината. В марте 1943 года начальник смены И. В. Винаров, имея бронь от призыва в армию как работник важного оборонного завода, в составе Уральского добровольческого танкового корпуса ушёл на фронт.
Радист, разведчик, переводчик И. В. Винаров воевал на Курской дуге, участвовал в Проскурово-Черновицкой, Львовско-Сандомирской, Висло-Одерской, Берлинской и Пражской операциях, освобождал Украину, Польшу, Чехословакию. Дважды ранен.
В 1949 году в Одесском политехническом институте защищает кандидатскую диссертацию на тему: «Предварительное выщелачивание феррита натрия в производстве каустической соды по ферритному способу» (руководитель — профессор Э. К. Лопатто).
С июня 1949 г работает в Укргиредмете старшим научным сотрудником, а затем начальником физико-химической лаборатории, заведующим отделом технологий редких металлов.
В 1984 году защитил в Московском институте тонкой химической технологии имени М. В. Ломоносова докторскую диссертацию.
В 1984 году И. В. Винаров ушёл на пенсию.
Похоронен в Одессе на Втором христианском кладбище.

## Научная деятельность
Под руководством И. Б. Фраймана и И.В Винарова были разработаны технологии выделения из сподумена и лепидолита соединений лития, рубидия, цезия. Впервые в СССР налажено производство реактивно — чистых хлоридов, фторидов, карбонатов и сульфатов этих элементов, что позволило отказаться от импорта дефицитного цезия, необходимого для изготовления фотоэлементов.
Под руководством И. В. Винарова были разработаны технологии выделения германия из надсмольных вод коксохимических заводов: осаждением дубовым экстрактом (таннином) и железогидратным методом. Следует также отметить технологические решения по очистке соединений германия, в частности, от мышьяка. В результате этих работ впервые в СССР была создана промышленность полупроводникового германия.
В 1962—1963 г.г. И. Н. Целик и И. В. Винаров с сотрудниками выполнили исследования по высокотемпературному хлорированию монацитового концентрата и экстракционному разделению РЗЭ. На основании этих работ на Опытном заводе ИОНХ АН УССР было организовано получение 60 чистых соединений 12 лантанидов и иттрия.
В начале 50-х годов параллельно с германиевой тематикой И. В. Винаров начинает заниматься проблемой атомных материалов — цирконием и гафнием, необходимыми для получения конструкционных материалов ядерного реакторостроения, в частности, трубок для ТВЭЛ (тепловыделяющих элементов) и замедлителей нейтронов. Впервые в Советском Союзе были получены высокочистые соединения циркония (с минимальным содержанием гафния) и гафния (с низким содержанием циркония).
В 1960-е годы в отделе И. В. Винарова был выполнен цикл исследований по химии и технологии ванадия, разработаны новые и эффективные методы получения различных его соединений — в частности, V2O3, V6O13, люминофорночистой пятиокиси ванадия, первых в СССР образцов люминофора красного цвета свечения на основе ортованадата иттрия, активированного европием.
В середине 1970-х годов под его руководством созданы технологии комплексного извлечения ванадия и никеля из мазутных зол и шламов тепловых электростанций с получением чистого V2O5 и богатых (10-17 %) концентратов NiО, которые успешно прошли опытно-промышленную проверку. В конце 1970-х — начале 1980-х годов предложены основы технологий выделения ванадия, палладия из различных отработанных катализаторов.

### Патенты
Сделано 26 научных изобретений, в том числе:
- Способ получения молочнокислых солей циркония или гафния 05.06.1976 г.
- Способ разделения циркония и гафния селективной экстракцией 30.12.1983 г.

## Награды
- награждён боевыми орденами и медалями
- I премия АН СССР — за работы в области химической технологии и анализа циркония и гафния.

## Память
- К 100-летию ученого организована в ФХИ имени А. В. Богатского НАН Украины выставка его научных трудов.